# Polikarpov R-5
Il Polikarpov R-5 (in russo Поликарпов Р-5?) era un monomotore biplano da ricognizione/bombardiere leggero progettato dall'OKB 84 diretto da Nikolaj Nikolaevič Polikarpov e sviluppato in Unione Sovietica dalla fine degli anni venti. Impiegato negli anni trenta sia per uso militare, dalla Voenno-vozdušnye sily (V-VS), l'aeronautica militare sovietica, che per uso civile dall'Aeroflot come aereo da trasporto, rimase operativo fino all'inizio degli anni quaranta.
Il modello aggiornato, denominato R-Z e prodotto in circa un migliaio di esemplari, aveva il ruolo dell'aerocooperazione e ricognizione tattica e venne utilizzato durante la guerra civile spagnola dalle forze repubblicane.

## Storia del progetto
Negli anni venti in Unione Sovietica si ritenne di dover sostituire i bombardieri leggeri con incarichi anche di ricognizione Polikarpov R-1 e R-2, copie prodotte su licenza del britannico Airco DH.9A, un velivolo che era diventato l'ossatura dal bombardamento leggero della forza aerea sovietica ma che risalendo al periodo della prima guerra mondiale risentiva dell'età progettuale. L'OKB 84 diretto da Polikarpov iniziò su propria iniziativa il progetto di un pari ruolo che si concretizzò nel prototipo portato in volo per la prima volta nell'autunno 1928. Realizzato con struttura in legno, il nuovo velivolo era caratterizzato dalla configurazione alare biplana e dall'adozione come unità motrice di un motore V12 BMW VI.
Alla fine di un intensivo sviluppo il nuovo modello, designato R-5, venne avviato alla produzione in serie nel 1930 dotato di motorizzazione Mikulin M-17, copia su licenza del BMW VI, e destinato al ruolo di bombardiere/ricognitore. Successivamente venne prodotto anche in numerose altre versioni, sia civili che militari, tra le quali la versione P-5 realizzata in 1 000 esemplari destinati all'Aeroflot; altre vennero dotate di galleggianti come idrovolante a scarponi o ottimizzate per la cooperazione con le truppe di terra e l'attacco al suolo.
Un ulteriore sviluppo produsse una versione migliorata, la R-5SSS, versione che servirà da base al successivo modello Polikarpov R-Z.

## Tecnica
L'R-5 aveva un'impostazione classica per l'epoca; monomotore, biplano, carrello fisso.
La fusoliera era dotata di due abitacoli aperti posti in tandem, l'anteriore per il pilota ed il posteriore per l'osservatore/puntatore, che posteriormente terminava in una coda dall'impennaggio classico monoderiva dotato di piani orizzontali controventati.
La configurazione alare era biplana, dotata di un'ala inferiore montata bassa ed una superiore, caratterizzata da un rilevabile angolo di diedro, collegata all'inferiore tramite una serie di montanti in tubo d'acciaio ed alla fusoliera da montanti trasversali ed una struttura anch'essa in tubo d'acciaio.
Il carrello d'atterraggio era semplice, fisso ed ammortizzato, dotato di ruote gommate di grande diametro per meglio operare su terreni non preparati ed integrato posteriormente da un semplice pattino d'appoggio. La propulsione era affidata ad un Mikulin M-17B, un motore aeronautico 12 cilindri a V raffreddato a liquido capace di erogare una potenza di 680 CV (500 kW). Poteva disporre di un carico utile di circa 400-500 kg e due mitragliatrici, una PV-1 da 7,62 mm in caccia ed una DA da 7,62 mm brandeggiabile posteriore.

## Impiego operativo

### Militare

#### Guerra civile spagnola
Negli anni trenta la Spagna acquistò 31 esemplari di R-5 che fornì alla propria aeronautica militare, la Fuerzas Aéreas de la República Española (FARE), per utilizzarli nelle operazioni contro le forze franchiste durante la guerra civile spagnola. Gli R-5, soprannominati "Rasante" dalle forze repubblicane, entrarono in servizio nel novembre 1936 venendo immediatamente assegnati ai reparti in combattimento, ma a causa della loro vulnerabilità legata alla bassa velocità raggiungibile vennero ben presto relegati a compiti di bombardamento notturno. 
Alla fine del conflitto, nel marzo 1939, ne rimanevano ancora 7 esemplari in buone condizioni.

#### Seconda guerra mondiale
La versione R-5 fu quella militare, prodotta in 5 000 esemplari, che cominciò ad equipaggiare la V-VS dal 1931 diventando il ricognitore ed aereo da attacco al suolo standard per oltre 100 reggimenti. Il battesimo in combattimento degli R-5 fu ad opera dell'aeronautica militare mongola che li utilizzò nel 1939 durante le operazioni durante la battaglia di Khalkhin Gol per reprimere il tentativo di invasione giapponese. In seguito la V-VS lo utilizzò intensamente prima durante l'invasione sovietica della Polonia del 1939 e poi, nel periodo 1939-1940, contro le forze finlandesi durante la guerra d'inverno e dove si conquistò il soprannome hermosaha (nervo scoperto (?)). I finlandesi riuscirono ad abbattere e catturare numerosi R-5 ma nessuno di essi, al contrario di altri modelli sovietici, venne riutilizzato dalla Suomen ilmavoimat. Con i sovietici rimasero in servizio sul fronte orientale, principalmente usati come in operazioni di bombardamento notturno di disturbo e come aereo da collegamento, rimanendo operativi fino al 1944.

### Civile
Le versioni civili del R-5 sono state utilizzate in gran numero, principalmente con la compagnia di bandiera sovietica Aeroflot. Utilizzato come aereo da trasporto era impiegato per trasportare carichi fino a 40 kg e, con una modifica all'abitacolo posteriore, fino a 2 passeggeri, alcuni dei quali dotati di cabine passeggeri completamente chiuse per migliorare il comfort di viaggio.
Alcuni P-5 potevano inoltre essere equipaggiati con dei contenitori supplementari posizionati tra le ali, chiamati kasseta, utilizzati sia per il trasporto merci che, opportunamente modificati, per il trasporto passeggeri, portando la capacità dei P-5 fino a 16 adulti, 2 nella fusoliera e 7 per parte nelle sezioni interalari. Un esemplare dotato di kasseta ed equipaggiato con pattini da neve fu fondamentale nel 1934 per le operazioni di salvataggio dell'equipaggio del piroscafo sovietico Cheliuskin rimasto incagliato nel mare ghiacciato.. Gli esemplari civili di R-5 rimasero in servizio fin dopo la conclusione del secondo conflitto mondiale.

## Versioni

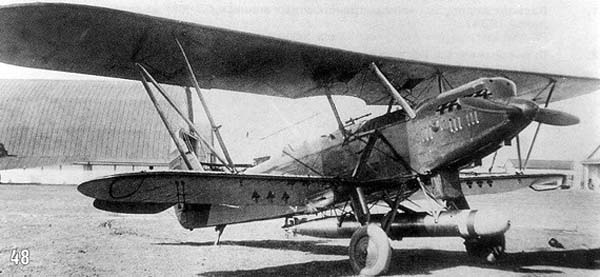
La versione aerosilurante R-5T.

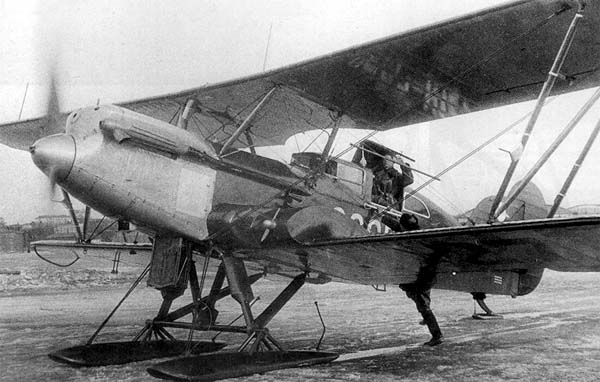
L'ARK-5; si noti la cabina di pilotaggio del tipo chiuso.

R-5
versione principale bombardiere-ricognitore, i primi esemplari motorizzati con i M-17B, dal 1933 sostituiti con i M-17F; prodotto in 4 914 esemplari.
R-5Sh
versione da attacco al suolo (Sh = Shturmovik) dotata di mitragliatrici addizionali.

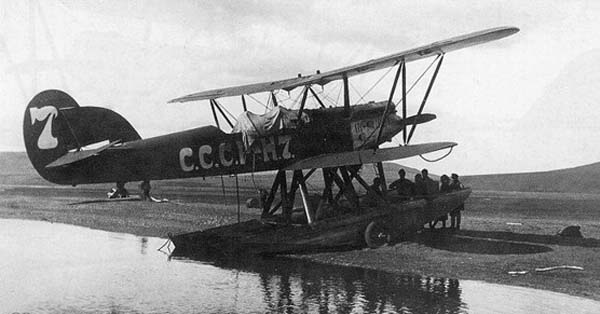
La versione idro R-5a.

R-5a
versione idroricognitore a scarponi, conosciuta anche come MR-5, MR-5bis o Samolet 10, prodotta in 111 esemplari nel periodo 1934-35.
R-5D
versione a lungo raggio, realizzata in un unico esemplare.
R-5 Jumo
versione sperimentale per testare unità motrici, caratterizzata da un abitacolo posteriore ingrandito per ospitare due osservatori e conosciuta anche come ED-1.
R-5M-34
versione sperimentale equipaggiata con il motore M-34.
R-5T
versione aerosilurante monoposto, caratterizzata da un nuovo carrello d'atterraggio diviso per poter alloggiare un siluro sotto la fusoliera.
R5-SSS
sviluppo ulteriore; variante caratterizzata da un'ottimizzazione dell'aerodinamica complessiva, che ne migliorava le prestazioni, e dall'incremento della potenza offensiva dell'armamento. Conosciuta anche semplicemente come SSS venne prodotta in oltre 100 esemplari nel periodo 1935-36.
P-5
versione civile da trasporto leggero destinata alla compagnia aerea Aeroflot, dotata di motorizzazione M-17B, prodotta approssimativamente in 1 000 esemplari dal 1940.
P-5a
versione idro a scarponi del P-5, realizzata in piccole quantità.
R-5L
Limuzin; versione da trasporto passeggeri dotato di scompartimento con due posti a sedere, realizzata in numero ridotto nel 1931.
P-5L
sviluppo di una nuova versione passeggeri, realizzata in pochi esemplari nel 1933.
PR-5
versione finale da trasporto passeggeri, ulteriore sviluppo dotata di struttura semimonoscocca e cabina chiusa per quattro passeggeri. 210 esemplari convertiti destinati all'Aeroflot.
PR-12
versione passeggeri monoplana basata sul PR-5, realizzata in un esemplare nel 1938.
ARK-5
versione equipaggiata per l'esplorazione artica dotata di cabina chiusa e riscaldata, ed equipaggiata con contenitori del carico utile dal profilo aerodinamico e posizionati sull'ala inferiore ai lati della fusoliera; venne prodotta in due esemplari.
LSh
Legkii Šturmovik, versione da attacco al suolo con corazzatura leggera, conversione su progetto dell'OKB Grigorevič realizzata in un solo esemplare nel 1930.
TSh-1
Tyazheli Šturmovik, versione da attacco al suolo con corazzatura pesante (6 mm), conversione dell'R-5 su progetto dell'OKB Grigorevič realizzata in tre prototipi.
TSh-2
sviluppo migliorato del Tsh-1 dotato di nuove ali, la superiore posizionata più bassa; realizzato in 10 esemplari.
ShON
versione da attacco al suolo con corazzatura leggera, dotata di ali ripiegabili, realizzata per compiti antiguerriglia ed utilizzata nelle operazioni contro i ribelli Basmachi nell'Asia centrale; 30 esemplari ordinati.

## Utilizzatori

### Militari
Iran
- Niru-ye Havayi-ye Shahanshahiy-e Iran

 Mongolia
- Aeronautica militare de la Mongolia

 Spagna
- Fuerzas Aéreas de la República Española

 Turchia
- Hava Müsteşarlığı

 Unione Sovietica
- Voenno-vozdušnye sily

### Civili
Unione Sovietica
- Aeroflot

### Velivoli comparabili
Regno Unito
- Hawker Hart

 Stati Uniti
- Curtiss Falcon